# بدره علی سانگاره
بدره علی سانگاره (انگلیسی: Badra Ali Sangaré؛ زادهٔ ۳۰ مهٔ ۱۹۸۶) بازیکن فوتبال اهل ساحل عاج است.
از باشگاه‌هایی که در آن بازی کرده است می‌توان به باشگاه فوتبال چونبوری، باشگاه فوتبال پلیس ترو، و باشگاه فوتبال آسک میموساس اشاره کرد.
وی همچنین در تیم‌های ملی فوتبال زیر ۲۰ سال ساحل عاج و ساحل عاج بازی کرده است.